# Educação no Ceará

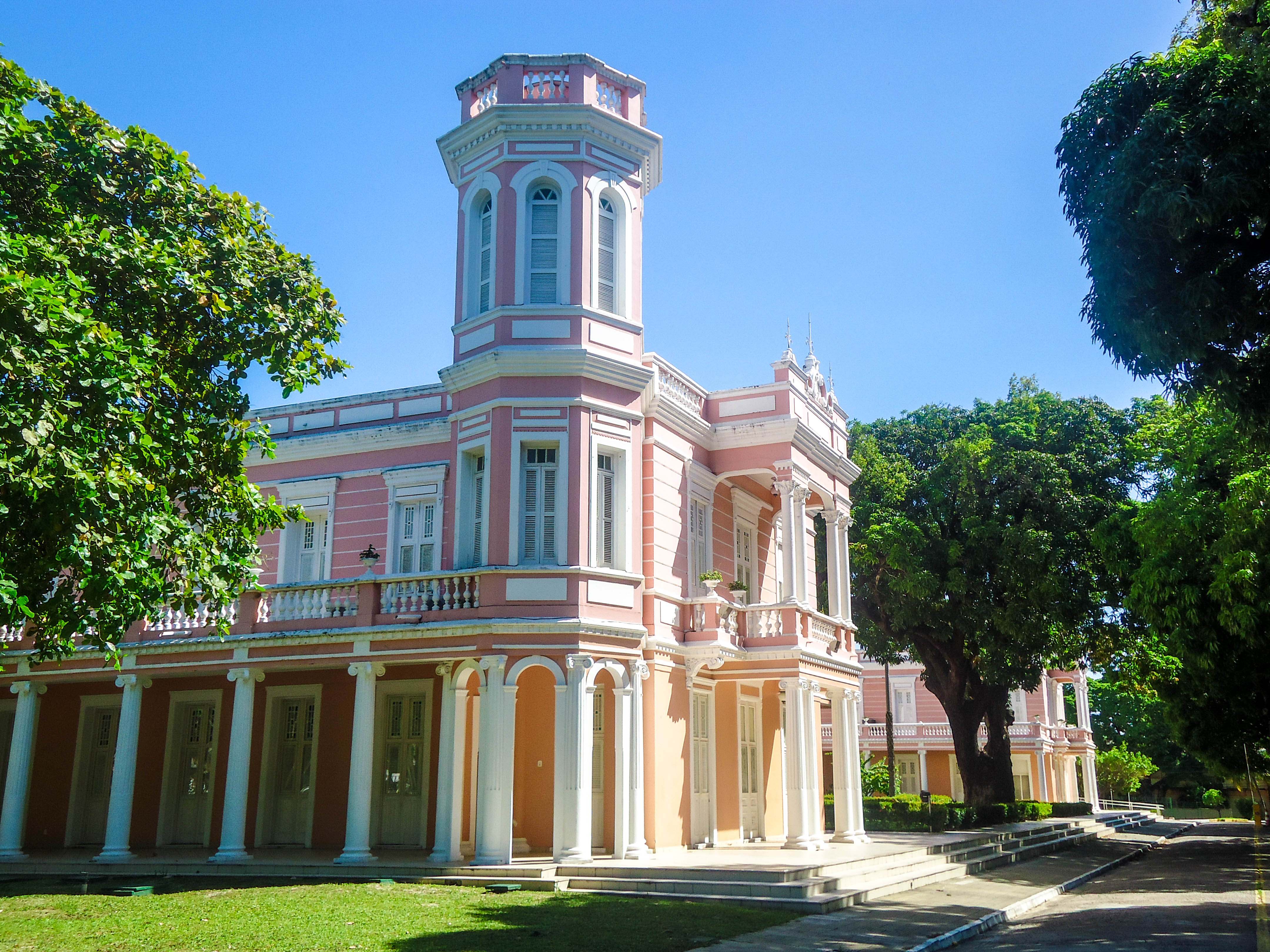
Reitoria da UFC.

A Educação no Ceará é um campo de grande importância para o desenvolvimento social e econômico do estado. Desde os primeiros esforços educacionais no século XIX, com a criação do Liceu do Ceará em 1845, até as atuais políticas de inclusão e ampliação da educação pública, a trajetória educacional no estado reflete desafios e conquistas significativas. O Ceará tem se destacado na implementação de programas de educação integral, ensino técnico e, mais recentemente, no avanço de suas universidades públicas.
Apesar dos progressos, o sistema educacional enfrenta desafios como a desigualdade de acesso à educação, a evasão escolar e a qualidade do ensino em algumas regiões, especialmente nas áreas rurais. O estado tem adotado diversas estratégias para melhorar a qualidade da educação básica e promover a inclusão digital nas escolas, tornando-se um modelo de inovação e desenvolvimento educacional no Brasil.

## Histórico
| INSTITUIÇÃO                                  | NÍVEL ACADÊMICO              | ANO  |
| -------------------------------------------- | ---------------------------- | ---- |
| Liceu do Ceará                               | Curso Secundário             | 1845 |
| Ateneu Cearense                              | Ensino Primário e Secundário | 1863 |
| Seminário Episcopal do Ceará                 | Ensino Episcopal             | 1864 |
| Colégio da Imaculada Conceição               | Ensino Primário e Secundário | 1865 |
| Escola Normal (Colégio Justiniano de Serpa)  | Formação de Professoras      | 1884 |
| Faculdade de Direito do Ceará                | Ensino Superior              | 1903 |
| Colégio Santa Cecília                        | Ensino Primário e Secundário | 1911 |
| Escola Clóvis Beviláqua                      | Ensino Primário e Secundário | 1913 |
| Colégio Marista Cearense                     | Ensino Primário e Secundário | 1913 |
| Faculdade de Farmácia e Odontologia do Ceará | Ensino Superior              | 1916 |
| Colégio Militar do Ceará                     | Ensino Primário e Secundário | 1919 |
| Universidade Federal do Ceará (UFC)          | Ensino Superior              | 1954 |
| Universidade de Fortaleza (UNIFOR)           | Ensino Superior              | 1973 |
| Universidade Estadual do Ceará (UECE)        | Ensino Superior              | 1975 |
| Centro Universitário Christus (UNICHRISTUS)  | Ensino Superior              | 1995 |

A educação no Ceará tem suas raízes no período colonial, mas foi a partir do século XIX que se iniciaram as primeiras iniciativas mais estruturadas para a formação educacional no estado. O Liceu do Ceará, fundado em 1845, é considerado o primeiro marco importante na educação cearense, sendo a primeira instituição de ensino secundário do estado. Durante o século XIX, as escolas eram concentradas nas áreas urbanas, especialmente em Fortaleza, e o acesso à educação era restrito, principalmente para as camadas mais pobres da população. Com o movimento de abolição da escravatura e a implantação da República, a educação cearense passou a ser mais discutida e reformulada. No início do século XX, a educação pública ainda era limitada e desigual, com poucas escolas no interior e uma forte concentração de ensino em instituições privadas nas capitais. Entretanto, foi um período de grande transformação, com o fortalecimento das escolas públicas e a gradual expansão da educação para além dos centros urbanos.
Nos anos 1930 e 1940, o estado começou a adotar reformas educacionais que buscavam ampliar a inclusão escolar, como a criação das primeiras escolas primárias públicas no interior e o estabelecimento de normas para a formação de professores. Um marco importante foi a criação da Faculdade de Direito do Ceará em 1903, que posteriormente se transformaria na Universidade Federal do Ceará (UFC), expandindo o acesso ao ensino superior no estado e consolidando a educação universitária.
Com o avanço das reformas educacionais nos anos 1960 e 1970, o Ceará se viu imerso no contexto da ditadura militar, que também influenciou o sistema educacional, com ênfase em conteúdos voltados para a formação de mão de obra para o mercado de trabalho, mas com forte censura e limitações à liberdade de expressão nas escolas. Esse período de repressão gerou uma resistência por parte de educadores e estudantes, que buscaram por alternativas para resistir ao sistema educacional autoritário.
A partir dos anos 1980 e 1990, com o processo de redemocratização do Brasil, o Ceará passou a adotar uma série de reformas focadas na expansão do ensino público, com destaque para a criação das Escolas de Ensino Médio e Técnico. A década de 1990 foi marcada pela implementação do Fundeb (Fundo de Manutenção e Desenvolvimento da Educação Básica), que trouxe recursos adicionais para os estados e municípios investirem em educação.
Nas últimas décadas, o Ceará tem se destacado pelo desenvolvimento de políticas públicas inovadoras, como o Programa Ceará Educa, focado na alfabetização e no acesso à educação de qualidade em áreas mais remotas. A partir de 2000, houve uma expansão do ensino técnico e profissionalizante, com a criação de várias Escolas Técnicas Estaduais e o fortalecimento do Instituto Federal do Ceará (IFCE), que ampliou a oferta de cursos gratuitos de nível técnico e superior. Em paralelo, o estado tem investido na inclusão digital nas escolas, com programas que visam levar computadores e internet para as escolas públicas, além de capacitar professores para o uso das tecnologias educacionais. Esse movimento de inovação ajudou a colocar o Ceará em um destaque nacional quando o assunto é a integração de novas metodologias no ambiente escolar.

## Panorama atual
Fortaleza concentra o maior número de escolas particulares, sendo a sede da rede do Centro Federal de Educação Tecnológica do Ceará, transformado em Instituto Federal de Educação, Ciência e Tecnologia do Ceará, que comanda as unidades de ensino técnico em várias cidades do interior do estado incluindo as escolas agro-técnicas do Crato e de Iguatu. Outra unidade de ensino federal em Fortaleza é o Colégio Militar de Fortaleza.
| ANO  | MÉDIA  | PARTE OBJETIVA | REDAÇÃO     |
| ---- | ------ | -------------- | ----------- |
| 2006 | Brasil | 36,90          | 52,08       |
| 2006 | Ceará  | 34,74 (12º)    | 51,59 (10º) |
| 2007 | Brasil | 51,52          | 55,99       |
| 2007 | Ceará  | 46,73 (15º)    | 55,10 (14º) |
| 2008 | Brasil | 41,69          | 59,35       |
| 2008 | Ceará  | 38,13 (13º)    | 59,15 (9º)  |

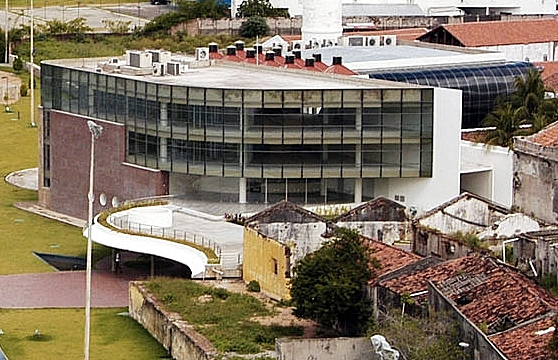
Imagem da Biblioteca pública de Sobral.

No Ceará a taxa de analfabetismo é uma das mais altas do Brasil. Pessoas de 15 anos ou mais de idade em 2007 foi de 19,2% e de analfabetos funcional foi de 30,7%, valores bem acima da média nacional. A média de estudo dos cearenses acima de 10 anos é de 5,9 anos, acima da média nordestina, mas bem abaixo da nacional, e a grande disparidade entre a capital e o interior fica clara, com a Região Metropolitana de Fortaleza obtendo média muito superior, de 7,2 anos. Quanto ao índice de desenvolvimento da educação básica (IDEB), o Estado obteve em 2007 o melhor resultado no Nordeste para alunos da 4ª série do ensino fundamental (nota 3,8) e do 3º ano do ensino médio (nota 3,4) e empatou com o Piauí no que se refere aos alunos da 8ª série do ensino fundamental (nota 3,5).
A rede de ensino do estado no ano de 2007 era composta por 17.234 escolas sendo 7.668 pré-escolares, 8.773 de ensino fundamental e 793 de ensino médio. Estas escolas receberam 2.290.213 matriculas sendo 261.030 no pré-escolar, 1.624.943 no fundamental e 404.240 no ensino médio. Servindo a rede havia 92.636 docentes sendo 12.988 no pré-escolar, 63.651 no fundamental e 15.997 no ensino médio.

### Ensino Técnico
O ensino técnico constitui uma modalidade de ensino orientada para a rápida integração do aluno no mercado de trabalho. É crescente a oferta de cursos técnicos no estado do Ceará. Destacam-se o IFCE, o SENAI Ceará e as Escolas Estaduais de Educação Profissional (EEEP), sendo a última projeto do governo estadual criado em 2008 para difundir a formação técnica no estado, funcionando em tempo integral ofertando o ensino médio integrado à educação profissional, atualmente existem 119 escolas nesse regime no estado .

### Ensino Superior
A primeira instituição de ensino superior do Ceará foi o Seminário Episcopal do Ceará em 1864, por Dom Luís Antônio dos Santos, primeiro bispo do Ceará, mas devido a sua formação específica, não teve relevância para a economia sendo seu impacto específico na fé e na política. Nos moldes do governo brasileiro, a primeira instituição de ensino superior é a Faculdade de Direito do Ceará fundada em 1903. A faculdade de direito foi seguido pela Faculdade de Farmácia e Odontologia do Ceará criada em 1916 e depois a Escola de Agronomia do Ceará criada em 1918. Estas instituições somadas de outras formaram em 1954, pela Lei federal 2.373, a Universidade do Federal do Ceará (UFC), sendo a primeira do estado. Atualmente existem além da UFC, outras universidades, como a Universidade Estadual do Ceará (UECE), Universidade Estadual Vale do Acaraú (UVA), Universidade Regional do Cariri (URCA), Universidade Federal do Cariri (UFCA), Universidade de Fortaleza (UNIFOR), Centro Universitário Christus (UNICHRISTUS), dentre outras.

## Políticas Públicas e Reformas
O governo do Ceará tem implementado diversas políticas públicas ao longo das últimas décadas com o objetivo de melhorar a qualidade da educação e garantir a inclusão social. Entre as iniciativas mais notáveis, destaca-se o Programa de Educação em Tempo Integral, que visa expandir o acesso dos alunos à educação de qualidade, oferecendo atividades extracurriculares e reforço escolar. Além disso, o estado tem investido na expansão do ensino técnico e profissionalizante, com a criação de escolas técnicas estaduais e parcerias com instituições de ensino superior.
Outro avanço significativo foi a implementação do Programa Ceará Educa, que tem como foco a redução da taxa de analfabetismo no estado e a ampliação do acesso à educação básica, principalmente nas áreas rurais e regiões periféricas. O programa envolve desde a alfabetização de jovens e adultos até o fortalecimento da educação infantil.
Nos últimos anos, a criação da Secretaria da Educação Profissional tem sido fundamental para a promoção do ensino técnico de qualidade, proporcionando uma maior inserção dos jovens no mercado de trabalho e reduzindo a evasão escolar. A integração da educação básica com a formação profissional tem sido vista como uma das maiores inovações educacionais no Ceará.

## ligações externas
- Página da Secretaria estadual de Educação